# Hebdrehwähler

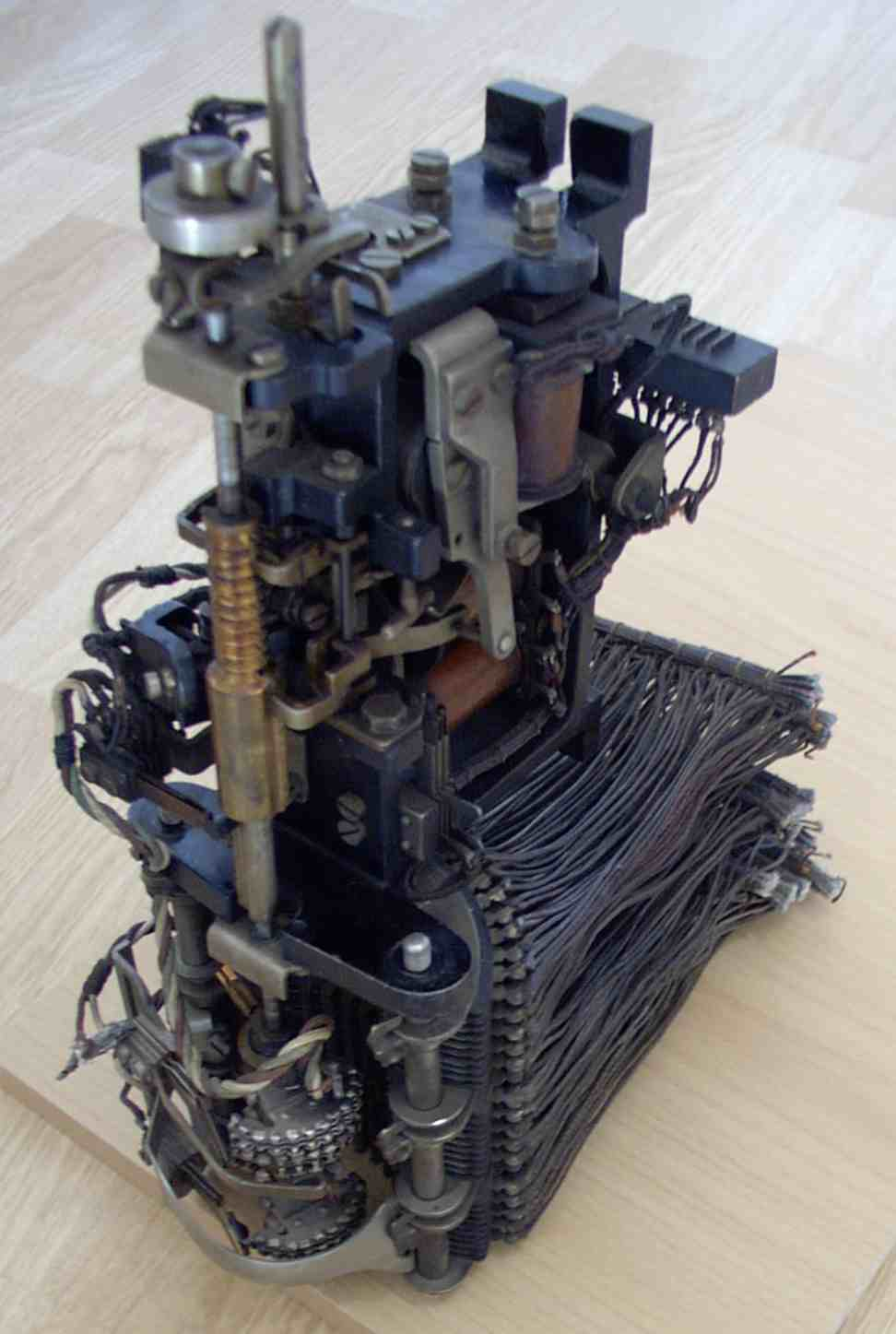
Hebdrehwähler nach Strowger, mit Kontaktbankvielfach

Der Hebdrehwähler – bei nur einer Schaltebene Drehwähler – ist ein elektromagnetisch angetriebener Stufenschalter und wurde früher als elektromechanisches Koppelelement in Fernsprech-Vermittlungsstellen eingesetzt. Durch den Wähler wird ein Eingang (Zubringerleitung) mit einem von mehreren möglichen Ausgängen (Abnehmerleitung) verbunden. Die Verbindung erfolgt durch elektrische Schleifkontakte.
Das umgekehrte Prinzip mit mehreren Eingängen und nur einem Ausgang wird beim Anrufsucher angewendet.

## Steuerung

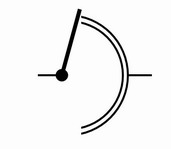
Schaltzeichen

Drehwähler und Hebdrehwähler werden durch elektrische Impulsfolgen gesteuert. Bei Telefonen mit Wählscheibe wurden diese direkt durch deren entsprechend der gewählten Zahl schließende Kontakte erzeugt. Die Wählimpulse erregen beim Drehwähler eine Magnetspule ähnlich einem Klappanker-Relais, dessen Anker über eine Klinke bei jedem Impuls einen Schritt weiterschaltet.
Beim Hebdrehwähler werden auf diese Weise nacheinander zwei Koordinaten bedient – eine vertikale (Heben- – sie wählt eine der nachfolgend bedienten Schaltebenen) und eine Winkelkoordinate (Stufenschalter):
Zunächst wird durch Anheben eines Schaltarmsatzes einer von zehn Höhenschritten eingestellt. Für jeden Höhenschritt ist eine Kontaktreihe von zehn oder elf Kontakten in einem Block hintereinander fest montiert. Nachdem der gewünschte Höhenschritt erreicht ist, wird mit der nächsten Impulsfolge ein bestimmter Drehschritt eingestellt. Dabei schleifen die Schaltarme über die Lamellen des Kontaktblocks. Werden dem Hebdrehwähler also nacheinander drei und vier Impulse zugeführt, so ist der Eingang mit dem Ausgang 34 (von 100 möglichen) elektrisch verbunden.
Die Ablaufsteuerung übernimmt eine Relais-Logikschaltung, die jedem Hebdrehwähler fest zugeordnet ist. Nach Ende einer Verbindung werden die Schaltarme über die restlichen Kontakte einer Reihe durchgedreht, um so wieder auf die unterste Ausgangsreihe zurückzufallen. Anschließend werden die Schaltarme in dieser Reihe auf die Ausgangsstellung zurückgedreht. Die dabei durchgeführten Schritte Heben, Drehen, Durchdrehen, Fallen, Zurückdrehen beschreiben auf dem Kontaktblock ein Viereck, weshalb dieser Wähler auch als Viereckwähler bezeichnet wird.

## Kopplungssystem

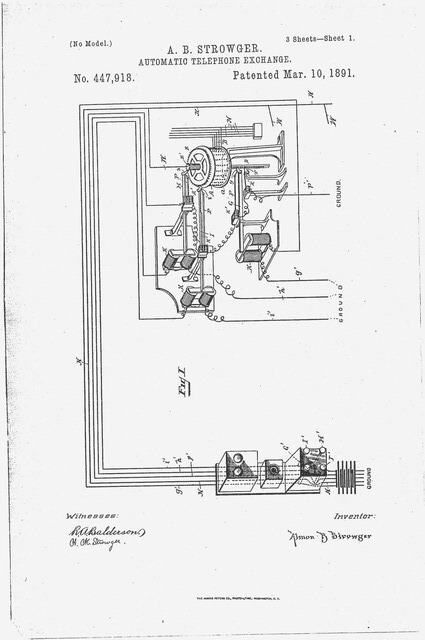
Schaltbild des Automatic Telephone Exchange aus der US-Patentschrift No. 447,918.

Nach der Stelle des Kopplungssystemes einer Vermittlungsstelle, in der der Hebdrehwähler eingesetzt wurde, unterschied man zwischen Gruppenwählern und Leitungswählern. Gruppenwähler verarbeiteten eine Ziffer, Leitungswähler die letzten zwei Ziffern der Zielrufnummer. 
Beim Gruppenwähler entsprach der Höhenschritt einer Rufnummernziffer; sie wurde mit direkter, erzwungener Wahl gewählt. Die darauffolgenden Drehschritte hingegen erfolgten in freier Wahl; der Drehvorgang wurde beendet, wenn ein unbelegter Wähler der nächsten Koppelstufe gefunden wurde. Beim Leitungswähler wurden sowohl die hebende als auch die drehende Bewegung in „erzwungener Wahl“ durchgeführt. Er war der letzte Wähler im Verbindungsaufbau und hatte weitere Funktionen, wie Rufspannung anlegen, Wählton senden, ggf. Gebührenzählung einleiten u. a. 
Bei der Drehbewegung schliffen die Kontakte des Hebdrehwählers an den Kontakten des Kontaktbankvielfachen und wurden dadurch stark beansprucht. Als Material für die Kontaktflächen wurde eine Bronzelegierung verwendet, da die Schaltarme der Wähler viel einfacher erneuert werden konnten als die starr montierten Vielfachkontakte. Die Kontaktflächen mussten in regelmäßigen Abständen gereinigt werden.

## Geschichte
Der Hebdrehwähler wurde vom Amerikaner Almon Strowger erfunden. Frühe Strowger-Wähler hatten 100 Kontakte innerhalb einer Reihe. Der Arbeitsablauf unterschied sich etwas von dem oben beschriebenen. Diese Wähler wurden als Dreieckwähler bezeichnet, da die Schaltarme hier bei Abbau der Verbindung den gleichen Weg zurücklegten wie beim Aufbau.
In der zweiten Hälfte des 20. Jahrhunderts wurden die Hebdrehwähler in der Bundesrepublik Deutschland überwiegend durch sogenannte Edelmetall-Motor-Drehwähler (EMD) ersetzt. Bei der Deutschen Post der DDR waren bis zum Schluss Vermittlungsanlagen mit Hebdrehwählern im Einsatz. So war z. B. in Schwerin die 1935 installierte Anlage mit Hebdrehwählern im Wesentlichen unverändert in Betrieb bis zu ihrem Ersatz durch eine digitale Anlage im Jahr 1995.
Einen Zwischenschritt stellte der Edelmetall-Motor-Koordinatenwähler (EMK) dar, der aber nur in einem Amt in Berlin-Moabit eingesetzt wurde. Dabei wurden gegenüber dem Hebdrehwähler folgende Verbesserungen eingeführt: Senkrechter Kontaktsatz, dadurch geringere Verschmutzung, Motorantrieb und daher justagefrei sowie Kontaktherstellung der Sprechadern erst nach beendetem Einstellungsvorgang.
Zwischenzeitlich wurden bei der Deutschen Post der DDR auch Koordinatenschaltersysteme (System 64 und System 65) eingesetzt. Dabei wurden durch diese Koordinatenschalter die Koppelpunkte hergestellt. Gesteuert wurden diese durch Flachrelais und Reedrelais. Reedrelais haben ihren Kontakt in einem luftleeren Glaskolben. Der Kontakt wird direkt durch Magnetkraft betätigt. Das Reedrelais ist durch diese Bauweise nicht staubanfällig und der Kontakt verschleißarm. Diese Koordinatenschaltersysteme benötigten durch ihre geringe mechanische Bewegung einen wesentlich geringeren Wartungsaufwand und waren zuverlässiger.
Seit Einführung der digitalen Vermittlungsstellen in den 1980/1990er Jahren werden die elektromechanischen Bauteile in der öffentlichen Vermittlungstechnik nicht mehr verwendet. Bei der Deutschen Bahn (BASA-Netz) gab es diese Technik bis 2001. Im Jahr 2005 gab es dort noch ein aktives EMD-Amt. Es war das letzte in Betrieb befindliche Amt dieser Art in Deutschland.

## Sonstiges
Im Museum für Kommunikation Nürnberg kann eine kleine Ortsvermittlung mit mechanischen Wählern besichtigt und – beim Benutzen der angeschlossenen Telefone – in Aktion beobachtet werden.
Auch im Heinz Nixdorf MuseumsForum Paderborn können 2 Wählersysteme in Aktion betrachtet werden. Diese unterscheiden sich dadurch, dass das eine ein Vorwählersystem ist, das andere ein Anrufsuchersystem.
Ein weiteres kleines System ist im Feuerwehrmuseum Jever ausgestellt und in Funktion.
Ebenso wird im Deutschen Museum München eine kleine Ortsvermittlung sowohl mit pulswahlgesteuerten Hebdrehwählern als auch eine moderne Variante der wählerlosen Vermittlungstechnik im Rahmen einer Führung in der Ausstellung Informations- und Telekommunikationstechnik demonstriert.
Im Ausstellungsteil „Das Netz. Menschen, Kabel, Datenströme“ im Deutschen Technikmuseum Berlin ist ebenfalls eine kleine Ortsvermittlung mit mechanischen Wählern aufgebaut. Diese kann von diversen Telefonen vom Besucher bedient werden. Seit September 2015 gibt es in der Ladestraße diese Dauerausstellung.